# 石川さん情報Live リフレッシュ
『石川さん情報Live リフレッシュ』（いしかわさんじょうほうライブ リフレッシュ）は、石川テレビで2008年4月7日から2024年12月13日まで平日10時台に生放送されていた石川県向けのローカル情報番組。2016年4月29日放送分で放送2000回を達成した。

## 概要
本番組が始まる以前の石川テレビでは、金曜 10:55 - 11:15に『情報招きネコ』というローカル情報番組が放送されていたが、2008年4月4日に終了。替わって、テレビドラマの再放送やテレビショッピングなどが放送されていた平日10時台で本番組がスタートした。
番組開始の約1年前からプロジェクトチームが作られ、番組の内容などについて検討が重ねられてきた。14 - 15時台や夕方の放送も検討されていたが、メインターゲットの主婦層が放送で得た情報を当日の午後から役立ててもらえるようにすることや、午前中で生番組を終わらせることでそれ以降の時間帯を取材などに丸々充てることが出来る様にすることから、午前10時台での放送が決まった。
番組のテーマは「午後から使える情報を満載」で、曜日ごとに様々なコーナーを設けている。北陸中日新聞の「いしかわ総合」面には、この番組の見どころが掲載されていた。当初からハイビジョン方式での放送を行っており、2012年11月1日から2022年3月までは番組連動データ放送も行っていた。番組キャラクターは「フレッピー」という名の木の妖精。おっとりとした性格で、周りをリフレッシュさせる能力の持ち主という設定。
2013年4月1日から、『情報プレゼンター とくダネ!』の放送終了時刻を5分繰り上げたため、本番組も5分繰り上げられ9:55 - 10:50での放送となった。さらに2014年4月から2016年3月まで金曜日のみ30分拡大し9:55 - 11:20に放送された。石川テレビで情報番組が金曜11時台前半に放送されるのは、『情報招きネコ』以来6年ぶりであり、5:25から12:55までの7時間半連続でミニ番組を除いて生放送となっていた。
石川テレビ以外の大半のフジテレビ系列局はこの時間帯にフジテレビの『ノンストップ!』（2012年4月2日放送開始）を放送しており、視聴者から『ノンストップ!』の放送要望が寄せられることもあった。
2016年4月2日から土曜 16:30 - 17:25に『リフレッシュぷらす』をレギュラー放送開始。『リフレッシュぷらす』では本番組の直近の放送を振り返るほか、独自の企画を放送することがある。平日版は生放送であるのに対し『ぷらす』は事前収録であり、2013年9月から2016年3月までは月1回程度の放送であった。
2020年9月28日より5分前拡大され放送時間が9:50 - 10:50となった。
2020年12月25日は本番組と『石川さん Live News イット!』がコラボレーションした特別番組『きょうは特別な1日!リフレッシュとイット3時間の超合体SP!』を15:45 - 19:00に放送（17:48 - 18:09はフジテレビ『Live News イット!』FNN枠をネット）し、15:45 - 16:50・18:40 - 19:00は本番組のスタジオ・出演者で特別企画を放送した。16:50 - 17:48には『石川さん Live News イット!』のスタジオ・出演者で『報道特別番組「感染クライシス2020 激動の1年に何を見た」』が放送された。
2024年12月2日の放送で12月13日をもって本番組を終了し、2025年1月6日から実質上の後継番組となる夕方ワイド番組『石川さんパレット』（月曜 - 金曜 16:45 - 19:00）を開始することが発表された。『リフレッシュぷらす』も12月14日に終了し、本番組を放送していた時間帯では1月6日から『ノンストップ!』をネット開始する。

## 放送時間
いずれもJST。
| 期間      | 期間      | 月曜 - 木曜           | 金曜                  | 土曜 『リフレッシュぷらす』 |
| --------- | --------- | --------------------- | --------------------- | --------------------------- |
| 2008.4    | 2013.3.29 | 10:00 - 10:55（55分） | 10:00 - 10:55（55分） | （レギュラー放送なし）      |
| 2013.4.1  | 2014.3.28 | 9:55 - 10:50（55分）  | 9:55 - 10:50（55分）  | （レギュラー放送なし）      |
| 2014.3.31 | 2016.3.25 | 9:55 - 10:50（55分）  | 9:55 - 11:20（85分）  | （レギュラー放送なし）      |
| 2016.3.28 | 2020.9.26 | 9:55 - 10:50（55分）  | 9:55 - 10:50（55分）  | 16:30 - 17:25（55分）       |
| 2020.9.28 | 現在      | 9:50 - 10:50（60分）  | 9:50 - 10:50（60分）  | 16:30 - 17:25（55分）       |

- スポーツ中継や報道特番などが組まれる場合は放送時間の短縮または休止となる。
- 8月の第3週には原則として本番組は休止となる。休止期間中には代替番組として自社制作番組の再放送、『FNSソフト工場』や『FNSドキュメンタリー大賞』などを放送する。
- 『リフレッシュぷらす』は、金沢百万石まつり中継特番やスポーツ中継、報道特番などで時間変更または休止になる場合がある。
- 2011年3月14日から17日までは、東日本大震災による特別放送体制を行った関係で本番組の放送を休止し、代わりにフジテレビが当時同時間帯に放送していた『知りたがり!』（第1期）を臨時ネットした。
- 2020年8月20日、当時本番組スタッフだった同局社員2名が新型コロナウイルスに感染したことにより、本番組は同年8月21日より当面の間休止となり、代替番組として8月24日から8月28日まで『石川テレビ ドキュメンタリーセレクション』を放送された[5][6]。
- 2024年1月5日 - 31日は令和6年能登半島地震関連の自社制作の報道特番により放送が休止された。

## 出演者
○は石川テレビアナウンサー（出演当時を含む）。

### 番組終了時点
- 越村江莉 - MCおよび「エリすぐるめ」「ゆるゆるさんぽ」担当。2011年1月から4月、2013年9月から2014年3月28日まではそれぞれ産休を取っていたため出演せず。
- 久保田啓介○ - MCおよび「ゆるゆるさんぽ」「ぷれ旅」「暮らしはなまるリフレスクール」『リフレッシぷらす』担当。2021年3月までは『石川さん Live News イット!』フィールドキャスター。
- 尾崎侑美○ - 「ぷれ旅」「暮らしはなまるリフレスクール」「おでかけ中継」「ハッピーイオン」『リフレッシュぷらす』担当。『石川さん Live News イット!』金曜キャスター兼務。
- 沼本若菜○ - 「ぷれ旅」「暮らしはなまるリフレスクール」「おでかけ中継」「ハッピーイオン」「電話で買いまShow!」担当。

### 過去
- 髙田真希 - 「真希の“ランチに恋して”」担当。
- 竹嶋和江○ - 「電話で買いまShow!」担当
- 瀧口俊介○ - 「タッキーの旬だね」「電話で買いまShow!」担当。リポーター兼務。2011年4月に東京支社への転勤を控えていたために降板。
- 小野木梨衣○ - 「とことん!」「電話で買いまShow!」「はらペコ中継!」「ぶらり中継！」「@りえ!」担当。リポーター兼務。2012年4月より『石川テレビスーパーニュース』キャスター。
- 瀬尾美貴 - 「金曜エンタメ」担当。
- HIROZ - 「HIROZの元気 de show!」担当。
- 東美幸 - 「金曜エンタメ」担当。
- 杉山菜摘（石川星人） - 「侵略!石川★星人」担当。
- 加藤美帆 - 「金曜エンタメ」「エンタメマンデー」「気ままにカトリップ」「なんでも知りたい!調べ隊!」担当。2013年12月24日放送分をもって降板。
- 柴崎美穂○ - 木曜・金曜のMCおよび「なんでも知りたい!調べ隊!」担当。リポーターおよび『石川テレビスーパーニュース』キャスター兼務。
- 釜田麻依子（石川テレビ番組研究所研究員） - 「見逃せMAIKO」担当。
- 竹内彩華○ - 「ゆるゆるさんぽ」担当。リポーター兼務。
- 山本美寿（石川テレビディレクター） - 「技あり!クッキング ハピめし」担当。
- 森結有花○ - 「ゆるゆるさんぽ」「なんでも知りたい!調べ隊!」「らんらんランチ」「Happyイオン」担当。
- 薄田ジュリア○ - 「収穫Girl」担当。『石川さん みんなのニュース』キャスター兼務。
- NASA（石川星人） - 「石川星人リターンズ」担当[7]。
- せつ（石川星人） - 「石川星人リターンズ」担当。
- 上野巧郎（当時石川テレビAD） - 「電話で買いまShow!」「やる気MAN×2」『リフレッシュぷらす』担当。
- 弘松優衣○ - 「きょうの見〜つけた!」担当。『石川さん みんなのニュース』キャスター兼務。
- 加藤愛○ - 「ゆるゆるさんぽ」「おでかけ中継」「Happyイオン」「らんらん♪ランチ」担当。2018年4月2日から『石川さん プライムニュース』（2019年4月1日から『石川さん Live News it!』）キャスター。
- 伊藤慎祐○ - 木曜・金曜MCおよび「興味SHIN×2」『リフレッシュぷらす』担当。2015年3月30日から2017年3月31日まで『石川さん みんなのニュース』キャスターを担当していたため出演せず。
- ハンディやしき - 「ハッピーイオン」担当。
- 河合莉菜○ - 「ゆるゆるさんぽ」「なんでも知りたい!調べ隊!」「おでかけ中継」「ハッピーイオン」「らんらん♪ランチ」担当。2019年9月30日から『石川さん Live News it!』（2020年9月28日からは『石川さん Live News イット!』）キャスター。
- 稲垣真一○ - 月曜〜水曜（不定期で木曜・金曜にも出演）MCおよび「ゆるゆるさんぽ」担当。2020年3月30日から『石川さん Live News it!』（2020年9月28日からは『石川さん Live News イット!』）キャスター就任。
- 村田光広 - 「お天気みーつけた」担当。
- はせりん・もっちー（石川星人） - 「石川星人リターンズ」担当。
- 今井友理恵○ - 金曜MCおよび「ゆるゆるさんぽ」「なんでも知りたい!調べ隊!」「おでかけ中継」『リフレッシュぷらす』担当。
- 河谷麻瑚○ - 「なんでも知りたい!調べ隊!」「おでかけ中継」「ハッピーイオン」担当。
- 秋末械人○ - 月曜〜木曜MCおよび「ゆるゆるさんぽ」「絶メシリストいしかわ」『リフレッシュぷらす』担当。2022年4月から『石川さん Live News イット!』フィールドキャスター。
- 飯田嘉太○ - 月曜〜木曜MCおよび「ゆるゆるさんぽ」担当。2022年3月までは『石川さん Live News イット!』フィールドキャスター。
- 吉田優○ - 「なんでも知りたい!調べ隊!」「おでかけ中継」「電話で買いまShow!」「ハッピーイオン」担当。
- 的場絢香 - 「旅したがーる。」担当。
- 平井美優○ - 「ぷれ旅」「暮らしはなまるリフレスクール」「おでかけ中継」「ハッピーイオン」『リフレッシュぷらす』担当。『石川さん Live News イット!』金曜キャスター兼務。

## 主なコーナー

### 毎日放送されるコーナー
新聞紹介コーナー
北陸中日新聞と中日スポーツから話題の記事を3つ程度紹介。
はやみみ!メモッピー
番組がオススメする商品や番組情報を紹介するコーナー。
イラストコーナー
CM前に視聴者から募集した「フレッピー」や「石川さん」などのイラストを紹介。
天気予報
午後以降の石川県内の天気予報。金曜には週間天気予報も放送。
今日のお便りテーマコーナー
番組冒頭にテーマを募集し、終盤に紹介。一番良い「ベストリフレター」に選ばれた視聴者に番組オリジナルグッズをプレゼント。

### 曜日別のコーナー
ゆるゆるさんぽ（月 - 水曜）
石川県のふるさとの良さを再発見するコーナー。稲垣らがぶらり散歩。
旅したがーる。（月曜）
石川県や近県のおすすめスポット・グルメを紹介。的場が担当。
お天気みーつけた（月曜）
気象予報士である村田が天気にまつわる話題を紹介する。このコーナーは夕方のニュース『FNN石川テレビスーパーニュース』から移動してきた。2013年3月に終了したが、2017年4月に復活。
おでかけ中継（火・木曜）
旬の食材やイベントなど、様々な街ダネをリポート。今井/河谷/秋末のいずれかが担当。
なんでも知りたい!調べ隊!（火・木曜）
気になる事や知りたい事を真っ先にリサーチ。今井/河谷/秋末のいずれかが担当。
美男台所（火曜）
料理研究家の寺田真二郎がスタジオで生調理する。
江莉のいまコレ☆エリすぐり（水曜）
越村江莉が流行の物事をリポートする。
石川★星人リターンズ（水曜）
石川星人のコーナーをパワーアップし、リニューアルしたコーナー。石川星人が東京の観光スポットや最新情報をリポート。石川テレビのマスコットキャラクター「石川さん」の帽子を被っているのが特徴。銀座5丁目三原橋交差点前からよく中継をする。(バックには三原橋交差点の青看板が見える)。
ハッピーイオン（木曜）
イオンの提供コーナーで、イオンの新商品や季節のアイテムなどを紹介。
見逃せナイっす!（木曜）
石川テレビおすすめの番組を紹介する。
電話で買いまshow!（金曜）
制限時間5分間以内に、視聴者がバイヤー（河谷）に指示をして買い物をし、コーナーが設定した金額（8000円 - 10000円）内に収まれば、買ったもの全てプレゼントというコーナー。9700円 - 10000円の内に収まれば「買い物上手で賞」となり、こしひかり10kgがさらにプレゼントされる。買い物では会場のお店のイチオシ商品を必ず買わなければならない。なお、イチオシ商品の金額はレジに通すまでシークレットである。初期には挑戦者の指示通りに買うことができたが、現在は1 - 10番のテーマーカードを最初に挑戦者が選んで引き、そのカードに書かれているお題に沿った物を買わなければならなくなった。なお、ラッキーカードというものがあり、それを引き当てるとなんでも買える。挑戦に失敗した場合には、WAONカードなどの金券が視聴者プレゼントとなる（リフレッシュクイズと併用することもある）。
らんらん♪ランチ（金曜）
県内のランチ情報を今井/河谷が紹介する。
絶メシリストいしかわ（金曜）
石川県内の絶対に絶やしてはいけない絶品グルメ（絶メシ）を秋末が紹介する。
Cafe du Cinema（金曜）
みんなで踊ろう石川サンバ（金曜）
番組に応募した幼稚園・保育所・企業の中から選ばれた団体が石川サンバを踊るコーナー。

### 過去のコーナー
心理テスト ココロのとびら
4問あるいは3問択一の心理テスト。
天使のささやき
占いコーナー。4枚のカードを選び、午後の運勢を占う。
いしかわマエストロ
石川県を代表する「達人」に心豊かに過ごしていくためのヒントを提供する。
くらしのレシピ（月曜）
「講師」を招き、暮らしに役立つ情報を紹介。
真希の“ランチに恋して”（火曜）
高田がお得なランチ情報を伝えるコーナー。
タッキーの旬ダネ!（火曜）
瀧口が話題の人をリポートする。
主婦レッシュ!（水曜）
主婦向きのコーナー。主婦リポーター山本が心豊かになれる情報を紹介。
＠りえ!（水曜）
小野木が、石川県内の企業や話題のスポットなどを訪れる。
HEROZの元気 de show!（水曜）
日本元気劇場所属の若手劇団員5人組「HEROZ」が、石川県内の幼稚園を訪れる。毎月1回ないし2回放送。
ishikawaリフレシュラン
It is ラン王（ランキング）
りくつなぁ〜
山本が担当。主婦の視線から様々なトレンドを紹介する。ちなみに、「りくつな」は金沢弁で巧みなという意味。
侵略!石川★星人
はらペコ中継！
とことん！
朝刊もうひとネタ!
北陸中日新聞と中日スポーツから3項目の話題を紹介。
goo goo クッキング
実演による料理コーナー。
スゴすば!
石川県の魅力や文化の奥深さを追求するコーナー。コーナータイトルは「すごい!」「すばらしい!」の造語。
いしかわエンジェルちゃん
赤ちゃんの写真を紹介。
とびだせ!川柳
毎週テーマに沿った川柳を発表する視聴者参加型のコーナー。旧「川柳の間」。
とことん!
タイムリーな話題を紹介するコーナー。
金曜エンタメ
旧コーナー名は「金曜エンタメおまかせお!」。東および加藤が石川県を中心としたお出かけスポットを紹介。
運（うーん）どうでしょう
来週1週間の星座別占いをランキング形式で発表。
ヒロちゃんの簡単クッキング
手軽に簡単にできる料理を弘松が紹介。
ぶらりふるさと中継
石川県内各地からの中継。週後半に放送されるコーナーで、視聴者向けのクイズも出題される事もある。
てくてく1万歩の旅
稲垣真一が万歩計を付けて、石川県内の町を1回1万歩限定の旅をする。行き先は毎回くじ引きをして決める。町民に出会って何かを見せてもらって、町名に含まれる文字を揃えていく言葉遊びをしながらの旅。
リフレッシュ☆クイズ・中継クイズ
魅力あるスポットにてクイズを視聴者に出題。
くらしクラシックス
オーケストラ・アンサンブル金沢のメンバーが出演して、演奏を披露するコーナー。平均4人のメンバーが出演する。
じわもん（水曜）
石川県内の第一次産業を応援するのがコンセプトで、様々な農産物を紹介するコーナー。「じわもん」とは、石川県内で収穫・生産された農産物や魚介類を意味する。上野担当。リフレッシュクイズも出題され、当選者にはWAONや商品券など5000円分と、場合によって紹介されたじわもんもプレゼント。
見逃せMAIKO（月曜）
石川テレビが自信を持ってお勧めする番組を、番組研究員の釜田が解説する。
おねがいフレッピー（火曜）
視聴者からのお願いや疑問など、暮らしに役立つ情報を解決するコーナー。
まちかどQ（金曜）
石川県内で活動している人々からリフレッシュクイズを出題してもらう。当選者には商品券5000円分をプレゼント。
おじゃまま（金曜）
石川県内各地に越村がひょっこりお邪魔する。
フレッピーじゃんけん
CM前に当番組のキャラクター「フレッピー」とのじゃんけんコーナー。
技あり!クッキング ハピめし（金曜）
夕食の献立に役立つレシピを紹介。山本が担当。
ココロサプリ
視聴者参加型の心理テスト。
やる気MAN×2（火曜）
上野があらゆることに挑戦する。
きょうの見～つけた!（水曜）
旬の食材やイベントなど、様々な街ダネをリポート。弘松が担当。
収穫Girl（水曜）
的場が県内産の食材の魅力を伝える。
興味SHIN×2（木曜）
伊藤が興味のあることを掘り下げる。
マコどりっ!（火曜）
河谷が話題の人物を取材しその人物の特技や職業を体験する。

### データ放送企画
リフレッシュじゃんけん
2016年1月から行われているデータ放送企画。出演者やゲストとデータ放送を通してじゃんけんをする。1日2回実施され、勝ちの場合は10ポイント、あいこの場合は5ポイント、負けの場合は2ポイント付与される（火曜日は2倍、木曜日または金曜日は3倍）。合計70ポイントでA賞、50ポイントでB賞、30ポイントでC賞に応募できる。なお、ポイントは月曜日にリセットされる。
リフレすたんぷ
2012年11月から2015年3月まで行われていた月間企画で、番組を40分視聴すると、データ放送メニューにある今日のリフレッシュ度が自動的に貯まっていき、40分視聴すると満タンなり、メニューにあるスタンプが1個押される。このスタンプを15個集めると、集めた全員に壁紙などのデジタルコンテンツがプレゼントされ、さらに抽選で1名にANAクラウンホテルプラザホテル金沢のレストランペアお食事券が当たるという企画。また、データ放送メニューにある1日3回回せるスロットを回して目を揃えるとフレっピーのパネルが1つ獲得でき、3つ集めるとスタンプが押される。なお、このデータ放送メニューは番組放送時間内にしか表示されない。

### ツキイチ ishikawaSan cafe
かつて金沢市にあった「石川さんかふぇ」から月に1回公開生放送を行っていた。2011年9月に始まり、2013年12月までに合計20回開催されている。なお、開催しない月もある。当初は月曜開催だったが、最近は木曜もしくは金曜の開催が多い。事前に観覧者を募集する。